# Humanoids (曲)
「Humanoids」（ヒューマノイズ）は、東方神起の楽曲である。韓国語バージョンと日本語バージョンの2種類が制作されており、韓国語バージョンは2012年11月26日に第6集（6枚目）オリジナル・アルバム『CATCH ME』のリパッケージ盤『Humanoids』のリード・シングルとして発売され、日本語バージョンは2013年3月6日に発売された日本での6枚目のオリジナル・アルバム『TIME』に収録された。
多様なリズムパターンやジャンルを融合させ、実験的な要素を持ったエレクトロニック調の楽曲で、歌詞は「未来から現在へタイムトリップした」という設定のもと、「未来へと続く道は自分たちで切り拓いてくんだ」というメッセージ性を持たせている。

## リリース
2012年11月19日に本作の予告映像が公式ホームページ、東方神起およびSM TOWNの公式YouTubeチャンネルや公式Facebookを通じて公開された。
2012年11月26日に同年9月に発売されたアルバム『CATCH ME』のリパッケージ盤『Humanoids』が発売され、同日に同作からのリード・シングルとして韓国語バージョンの音楽配信が開始された。Gaon Digital Chartで初登場32位を獲得した。
2013年3月6日にアルバム『TIME』が発売され、日本語バージョンが収録された。発売と前後し、2月27日にmu-moにて独占先行配信が開始された。

## ミュージック・ビデオ
楽曲と同様、ミュージック・ビデオも韓国語バージョンと日本語バージョンの2種類が存在する。
2012年11月26日に本作の予告映像が公式ホームページ、東方神起およびSM TOWNの公式YouTubeチャンネルや公式Facebookを通じて、韓国語バージョンのミュージック・ビデオが公開された。ミュージック・ビデオは、2012年10月初頭に京畿道広州市と一山区にあるセットで撮影されたもので、監督はホン・ウォンギが務めた。
2013年3月6日に発売されたアルバム『TIME』（CD+DVD A）のDVDに、日本語バージョンのミュージック・ビデオが収録された。2017年10月6日にavexの公式YouTubeチャンネルでショートバージョンが公開され、2020年12月19日にフルバージョンが公開された。

## ライブでの披露
「Humanoids」は、2012年のワールドツアー『TVXQ! LIVE WORLD TOUR Catch Me』で初披露となった。同ツアーの17日と18日のソウルオリンピック公園体操競技場公演でのライブ映像がSBS『人気歌謡』（11月25日放送回）で放送された。日本語バージョンは、2013年の『東方神起 LIVE TOUR 2013 〜TIME〜』で披露されて以降、たびたび披露されている。

## シングル収録曲
| #         | タイトル      | 作詞               | 作曲                                 | 編曲                                 | 時間 |
| --------- | ------------- | ------------------ | ------------------------------------ | ------------------------------------ | ---- |
| 1.        | 「Humanoids」 | 켄지 이경남 이솔비 | Thomas Troelsen Donald "haZEL" Sales | Thomas Troelsen Donald "haZEL" Sales | 3:29 |
| 合計時間: | 合計時間:     | 合計時間:          | 合計時間:                            | 合計時間:                            | 3:29 |

## 収録アルバム
- Humanoids（韓国語バージョン）
- TIME（日本語バージョン）
- FINE COLLECTION 〜Begin Again〜（日本語バージョン）